# Goldmund Quartett
Das Goldmund Quartett ist ein deutsches Streichquartett. Es wurde 2009 von Florian Schötz, Pinchas Adt, Christoph Vandory und Raphael Paratore in München gegründet und spielt bis heute in unveränderter Besetzung. Die vier Mitglieder lernten sich bereits zu Schulzeiten kennen und gaben als Abiturienten 2010 ihr erstes großes gemeinsames Konzert im Münchner Prinzregententheater. Der Name basiert auf Hermann Hesses Figur des Goldmund aus der Erzählung „Narziß und Goldmund“. 

## Mitglieder
- Florian Schötz (Violine)
- Pinchas Adt (Violine)
- Christoph Vandory (Viola)
- Raphael Paratore (Violoncello)

## Ausbildung
Neben Studien bei Mitgliedern des Alban Berg Quartetts, unter anderem bei Günter Pichler an der Escuela Superior de Música Reina Sofia, Gerhard Schulz an der Hochschule für Musik und Darstellende Kunst Stuttgart, Mitgliedern des Cherubini Quartetts an der Hochschule für Musik und Theater München und dem Artemis Quartett an der Universität der Künste Berlin, gaben Meisterkurse und Studien bei Mitgliedern des Borodin, Belcea und Ysaye Quartetts, Ferenc Rados, Eberhard Feltz und Alfred Brendel dem Quartett wichtige musikalische Impulse.

## Künstlerisches Wirken
Für die Saison 2019/2020 wurde das Goldmund Quartett von der European Concert Hall Organisation zu „Rising Stars“ gekürt, verbunden mit einer Tournee durch  europäische Konzertsäle, darunter die Elbphilharmonie Hamburg, die Philharmonie de Paris, das Barbican Centre London, das Concertgebouw Amsterdam, das Festspielhaus Baden-Baden, das Palais des Beaux-Arts de Bruxelles, das Konzerthuset Stockholm und das Wiener Konzerthaus. 
Das Quartett gastierte u. a. in der Elbphilharmonie Hamburg, in der Philharmonie de Paris, im Festspielhaus Baden-Baden, im Wiener Konzerthaus, im Musikverein Graz, im Palais des Beaux-Arts de Bruxelles, beim Festival d’Aix-en-Provence, beim Rheingau Musik Festival, beim Schleswig-Holstein Musik Festival, beim Marvao Festival, beim Fjord Classics Festival Norwegen und beim Schlern Music Festival. 
Zu den Kammermusikpartnern zählen Künstler wie Jörg Widmann, Ksenija Sidorova, Pablo Barragán, Alexei Stadler, Peter Buck (Melos Quartett), Lars Anders Tomter, Pablo Ferrandez, Alexander Krichel, Boris Wadimowitsch Beresowski und Wies de Boevé.
Das Repertoire des Quartetts umfasst sowohl klassische und romantische Streichquartett-Literatur wie Haydn, Mendelssohn und Schostakowitsch, als auch zeitgenössische Werke. So arbeitet das Quartett regelmäßig mit zeitgenössischen Komponisten zusammen, darunter Wolfgang Rihm, Jörg Widmann, Dobrinka Tabakova, Ana Sokolovic, Holly Harrison und Fazıl Say.

## Auszeichnungen
- 2014: 1. Preis bei der International Schoenfeld Competition in Harbin, China
- 2015: Bundesauswahl Konzerte Junger Künstler
- 2015: Bayerischer Kunstförderpreis
- 2016: Karl-Klinger Preis des ARD Wettbewerbs
- 2018: 2. Preis bei der Wigmore Hall International String Quartet Competition
- 2018: 1. Preis bei der Melbourne International Chamber Music Competition
- 2020: Jürgen Ponto Musikpreis

## Instrumente
Das Goldmund Quartett spielt auf dem „Paganini-Quartett“ von Antonio Stradivari. Die Nippon Music Foundation stellte den vier Musikern 2019 exklusiv diese vier Instrumente zur Verfügung, die Niccolò Paganini selbst Ende des 19. Jahrhunderts erwarb und die heute von der Stiftung als besondere Ehrung an ausgewählte Quartette vergeben werden.

## Diskographie
2016 erschien bei NAXOS die Debüt-CD des Quartetts mit Werken Haydns, 2018 folgte die zweite CD mit Werken von Schostakowitsch bei Berlin Classics. Im April 2020 erschien bei Berlin Classics das dritte Album des Quartetts, „Travel Diaries“, mit Werken von Fazil Say, Dobrinka Tabakova, Wolfgang Rihm, Ana Sokolovic und Bryce Dessner.